# Mariam al-Ijliya
Mariam al-Ijliya, även kallad Maryam och Miryam, död efter år 967,  var en uppfinnare och maskinkonstruktör från Aleppo i Syrien. Hon levde under 900-talet och var känd som konstruktör av astrolabier. På arabiska har hon tillnamnet Mariam Al-Astrulabiya ("Astrolabie-Mariam").

## Biografi
Inte mycket är känt om Mariam al-Ijliya. Hennes far var lärling till en känd astrolabietillverkare i Bagdad och Mariam gick i sin tur i faderns fotspår och blev berömd för sina skickligt och vackert utförda astrolabier. Hennes design var så invecklad att emiren av Aleppo, Sayf al Dawla, anlitade henne mellan åren 944 och 967.

## Astrolabium
Astrolabier har varit kända sedan början av vår tidräkning. Matematikern Theon av Alexandria som levde i slutet av 300-talet vt skrev en detaljerad avhandling om astrolabier. Hans dotter Hypatia var också intresserad av mekanik och praktisk teknologi. Men det var i den muslimska världen som astrolabiet utvecklades.
Astrolabium är ett instrument för att bestämma sin position till lands och till sjöss genom att mäta solhöjd och höjd och position av vissa fixstjärnor.  Även tiden kan bestämmas. Därför utvecklades äldre astrolabier i den muslimska världen, eftersom det var viktigt att känna till när Ramadan infaller och riktningen till Mekka, var man än befann sig. Instrumentet kan alltså bestämma position, den lokala tiden och när ramadan infaller. 

## På teater
Ett drama om Mariams arbete uppfördes i Kungliga Dramatens regi år 2013. Man använde smarta telefoner med hörlurar och publiken fick vandra mellan olika stationer i Stockholm.